# Ostava
Ostava je skupina predmeta ukopanih odjednom u zemlju.
Postoje različita mišljenja o razlozima zakapanja predmeta u ostavama.
Ranije je prevladavalo mišljenje da su one kao imovina pojedinca bile zakopane u nemirnim vremenima i to je sigurno točno, primjerice za rimske i srednjovjekovne ostave novca.
U novije vrijeme se proširilo mišljenje da su dio ostava bile votivne tj. zavjetne, osobito one iz brončanog doba poput ostave Peklenica s raskošno profiliranim iglama velikih dimenzija, i ostave iz Gajine pećine kod Drežnika na Korani s golemom lučnom fibulom s antropomorfnim prikazom koji je inače vrlo rijedak u kasnobrončanodobnoj umjetnosti. U prilog tog mišljenja ide i činjenica da je ostava u Gajinoj pećini pohranjena u pečinskom prostoru koji je bio prostor za žrtvovanje par excellance.
Iz ritualnih razloga vjerojatno su ukopane i neke druge ostave, primjerice, poznata ostava Lovas koja potječe iz srednjeg brončanoga doba.
Pitanje izvorne namjene pojedinih ostava stoga ovisi od slučaja do slučaja, osobito, primjerice, u brončano doba.